# Топорув (Мазовецьке воєводство)
Топорув (пол. Toporów) — село в Польщі, у гміні Лосиці Лосицького повіту Мазовецького воєводства. Населення — 110 осіб (2011).

## Історія
За даними етнографічної експедиції 1869—1870 років під керівництвом Павла Чубинського, у селі переважно проживали греко-католики, які розмовляли українською мовою.
У 1975—1998 роках село належало до Білопідляського воєводства.

## Демографія
Демографічна структура станом на 31 березня 2011 року:
|          | Загалом | Допрацездатний вік | Працездатний вік | Постпрацездатний вік |
| -------- | ------- | ------------------ | ---------------- | -------------------- |
| Чоловіки | 61      | 10                 | 44               | 7                    |
| Жінки    | 49      | 7                  | 29               | 13                   |
| Разом    | 110     | 17                 | 73               | 20                   |